# Oraeosoma proboscideum
Oraeosoma proboscideum är en tvåvingeart som beskrevs av Cortes 1976. Oraeosoma proboscideum ingår i släktet Oraeosoma och familjen parasitflugor. Inga underarter finns listade i Catalogue of Life.